# Legge di Torricelli
 La legge di Torricelli afferma che la velocità di un fluido in uscita da un foro (di sezione molto piccola rispetto alle dimensioni del recipiente) è pari alla radice quadrata del doppio prodotto dell'accelerazione di gravità e della distanza "h" fra il pelo libero del fluido e il centro del foro che è stato praticato:
{\displaystyle v={\sqrt {2gh}}}
La velocità è uguale a quella che avrebbe il fluido durante una caduta libera dall'altezza "h". L'equazione di Torricelli può essere ottenuta, calcolando il differenziale di questa formula, a meno di una costante arbitraria (che è la velocità iniziale {\displaystyle v_{i}}). Gli unici termini variabili sono la velocità {\displaystyle v} e l'altezza {\displaystyle h}. La legge di Torricelli è un caso particolare dell'equazione di Bernoulli, e, viceversa, si può derivare l'equazione di Bernoulli dalla legge di Torricelli con il calcolo differenziale: le due formulazioni sono quindi equivalenti.

## Derivazione della legge di Torricelli
Per ottenere la legge di Torricelli si può partire dall'equazione di Bernoulli. Essa afferma che la somma della pressione che agisce su un fluido, del semiprodotto della sua densità per il quadrato della velocità e del prodotto della densità per la quota per l'accelerazione di gravità, è sempre costante.
{\displaystyle P+\rho {v^{2} \over 2}+\rho gh=costante}
La pressione che agisce sul liquido all'esterno del contenitore è pari alla pressione atmosferica. La velocità del liquido all'interno si può considerare nulla. L'altezza, scegliendo come 0 di riferimento il punto in cui si trova il foro, è uguale alla differenza di altezza tra la superficie del liquido e il punto dov'è applicato il foro, quindi:
{\displaystyle P+0+\rho gh=costante}
Anche la pressione che agisce sul fluido fuoriuscito dal contenitore è quella atmosferica, ma l'altezza è nulla. Quindi uguagliando le due formule troviamo che:
{\displaystyle P+0+\rho gh=P+\rho {v^{2} \over 2}+0=costante}
Eliminando le pressioni P e semplificando la densità ρ possiamo risolvere l'equazione rispetto a v. Il risultato trovato è l'enunciazione della legge di Torricelli.
{\displaystyle v={\sqrt {2gh}}}